# Listă de mărci din România interbelică
Aceasta este o listă de mărci din România interbelică:
- Ceho, îmbrăcăminte și încălțăminte
- Electra, cremă de ghete
- Mociorniță, pantofi
- băuturi alcoolice: berea Gambrinus[1], șampanie Mott, Zarea[1]
- Pluvius, umbrele

- apă minerală Bușteni

- medicamente: ceaiul de slabit Ernst Richter, medicamentele Aspirin, Nevragyl, Nevrosal, Magnesia Bisurata, Pageol, Reton, Urolysine, tabletele Boxberger-Kissinger, frecție Diana, Carmol
- pastă de dinți: Perlodont, Kalodont, Chlorodont

- cosmetice: Coty, Elida, tinctura Seeger, apa de colonie Diavolo
- parfumuri: Fleurs D'Avril, Lilas du Japon, Royal Ambree de la Legrain
- depilatorul Radical, aparatul de masaj U-WA-MASSA

- ciorapi: Adesgo, Areca, Ecosse, Areca, Lissy, Mousselin
- ciorapi de damă: Ady
- pălării din stofă: I. Torcatoru, Rubens
- cravate: Sammitgum
- mănuși de piele: Glace

- aparate de radio: Royal, Standard, Orion, Reico, Lorenz
- becuri: Philips, Tungsram, Osram
- mașini: Citroen, Chrysler, Ford
- camionete: Opel, Stewart

Fabrici
- fabrica de confecții Industria din Iași

Magazine
- magazinul Totelectric, de pe Calea Victoriei